# Resistance
Resistance je sedmi studijski album slovensko-hrvaške elektronske skupine Borghesia, ki je izšel leta 1989 pri založbah Jugoton in Play It Again Sam Records.

## Seznam pesmi
Vso glasbo in vsa besedila je napisala Borghesia, razen kjer je to navedeno.
| Prva stran | Prva stran                                          | Prva stran |
| Št.        | Naslov                                              | Dolžina    |
| ---------- | --------------------------------------------------- | ---------- |
| 1.         | „Theme One‟ (Resistance Mix; napisal George Martin) | 3:11       |
| 2.         | „Message‟                                           | 4:57       |
| 3.         | „Će‟                                                | 3:56       |
| 4.         | „Konflikt‟                                          | 5:01       |
| 5.         | „October‟                                           | 1:13       |
| 6.         | „Rumours‟                                           | 4:20       |

| Druga stran | Druga stran                                    | Druga stran |
| Št.         | Naslov                                         | Dolžina     |
| ----------- | ---------------------------------------------- | ----------- |
| 1.          | „Mladi zaporniki‟                              | 4:47        |
| 2.          | „Discipline‟                                   | 3:53        |
| 3.          | „Mali čovek‟ (napisala skupina Šarlo Akrobata) | 2:54        |
| 4.          | „PIAS‟                                         | 0:55        |
| 5.          | „Police Hour‟                                  | 5:15        |
| 6.          | „More Resistance‟                              | 3:06        |

## Zasedba
Borghesia
- Aldo Ivančić — miks, produkcija
- Dario Seraval — miks, produkcija

Dodatni glasbeniki
- Blaž Grm — činele (A1, B3), snare (B2)
- Iztok Vidmar — bas kitara (B1)
- Borut Kržišnik — kitara (A4)
- Lado Jakša — saksofon (A6), orgle (B3)
- Otroški zbor Osnovne šole Franc Marn, Vodice — zbor (B2)
- Imre Čaki — dirigent (B2)

Tehnično osebje
- Samo Ljubešić — oblikovanje
- Goran Lisica — izvršni producent
- Siniša Lopojda — fotografija
- Vatroslav Mlinar — snemanje